# Tower Center International
Tower Center International este o clădire de birouri de clasă A din apropiere de Piața Victoriei din București. Are 26 de nivele supraterane și 3 nivele în subteran, cu o suprafață totală de 31 000 de m².
Cu o înălțime de 106,3 de metri, Tower Center International este a patra cea mai înaltă clădire din România dupa Sky Tower, Globalworth Tower și Catedrala Mântuirii Neamului. Proiectul inițial al clădirii prevedea 21 de etaje pe înălțime și 3 la subsol, însă constructorul a mai ridicat un etaj pe înălțime, ceea ce a obligat primăria capitalei să oprească lucrările pentru a se reface autorizația.

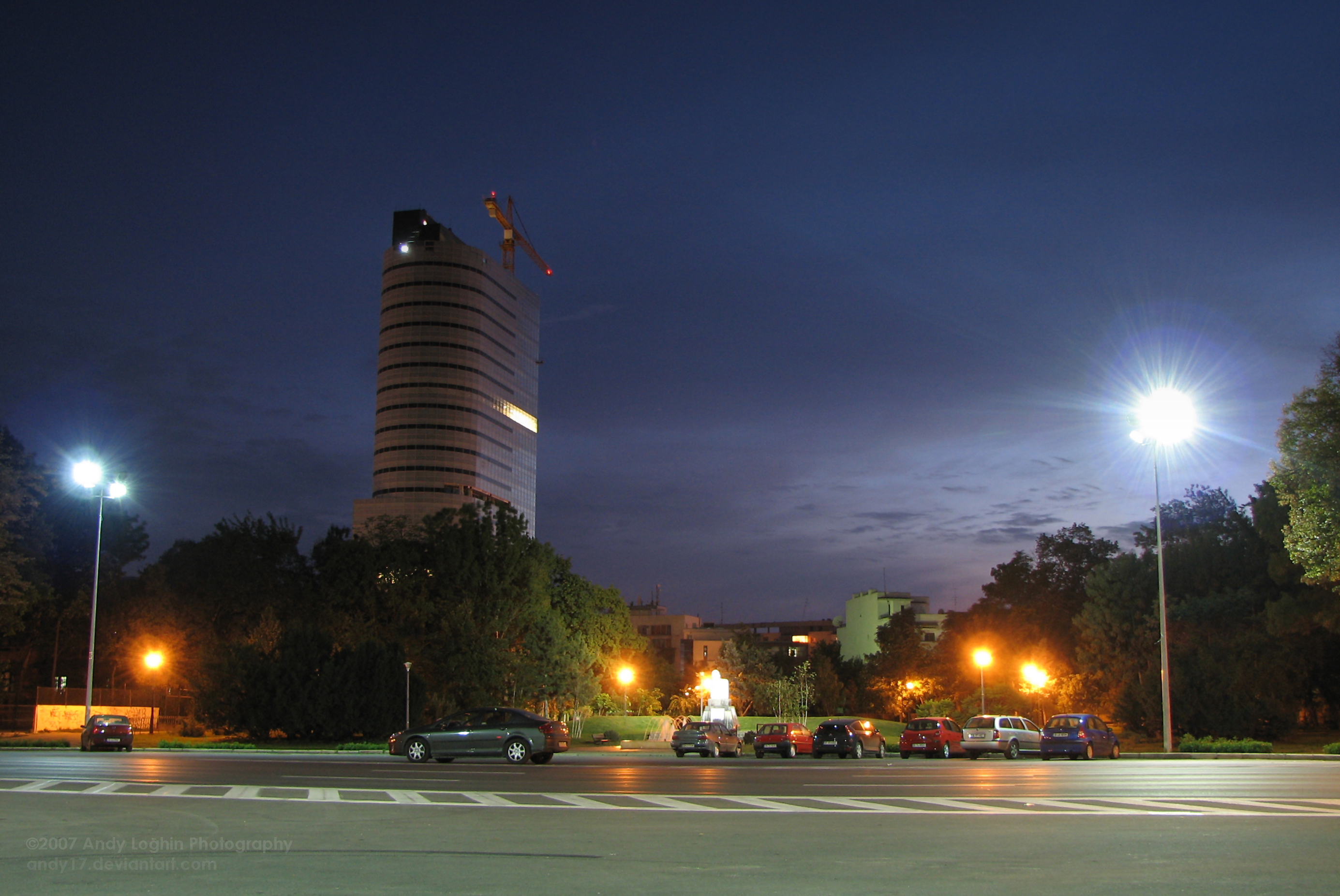

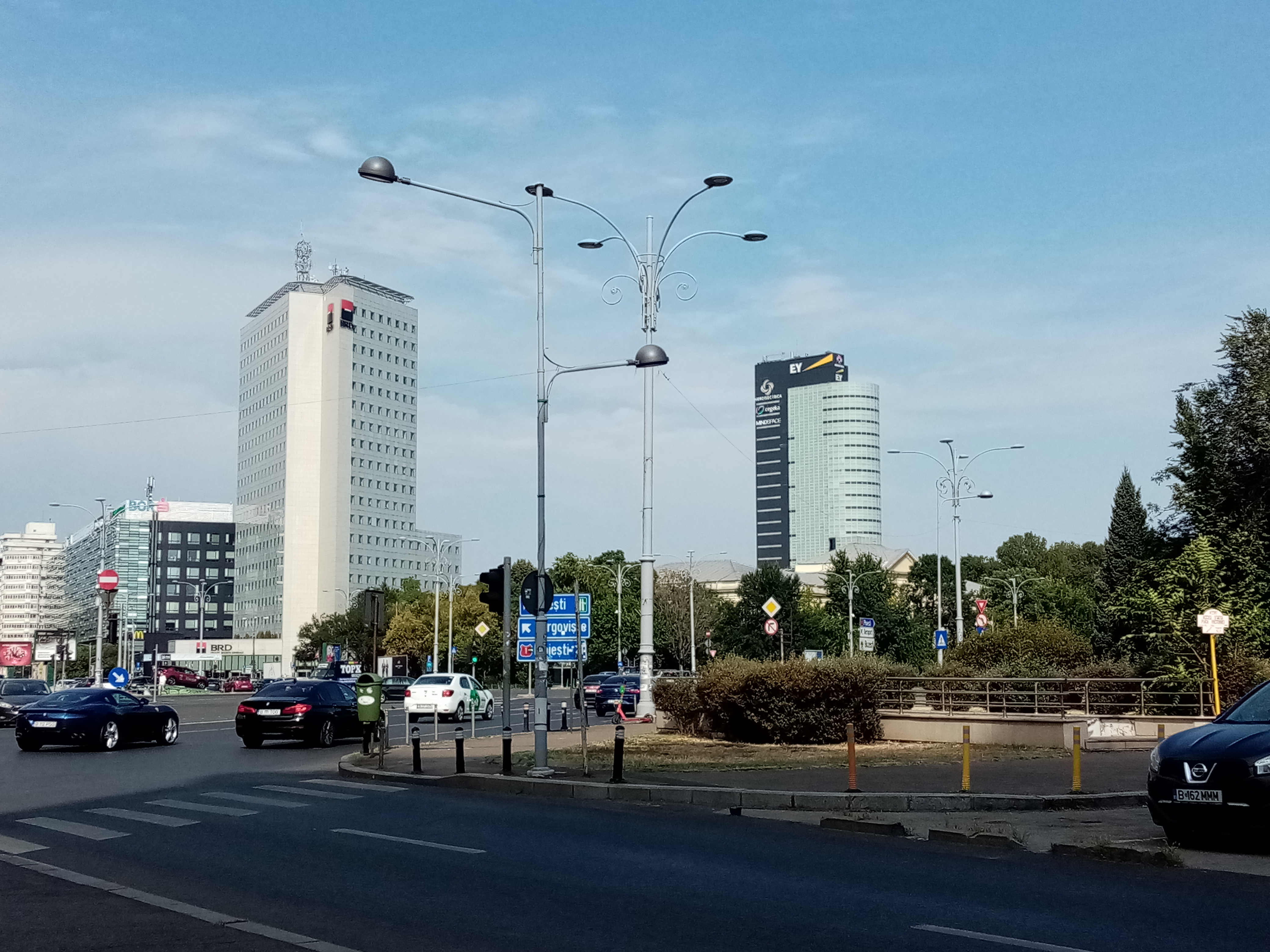
BRD Tower (stânga) și Tower Center International (dreapta)

Structura are un regim de înălțime de 3S+P+22E+3Etehn. La bază, clădirea are o dimensiune în plan de 42,0x24,8 m. Cota la nivelul superior al etajului 22 este +94,3 m, iar la nivelul ultimului etaj tehnic +106,3 m.